# Smålands runinskrifter 31
Runinskrift Sm 31 är en runsten som står på en äng mellan vägen och herrgården i Toftaholm i Småland.
Stenen restes på vikingatiden. Runristningen finns på norra sidan och den består av ett skriftband, format som en rektangel, öppen i botten. På slutänden (den högra) en inristning av ett djur. Upptill ett malteserkors. Runhöjden är 10-11 cm. Uppmålad 1966.
Inskriften som innehåller en kristen förbön lyder enligt nedan:

## Inskriften
Translitterering av runraden:
...f · sati · stan · aftiʀ · bruþur · sin · faua · k(u)(þ) · habi · a(u)t ·
Normalisering till runsvenska:
... satti stæin æftiʀ broður sinn Fava(?)/Fara(?). Guð hialpi and!
Översättning till nusvenska:
... satte stenen efter sin broder Fare(?). Gud hjälpe anden.
Av det inledande namnet kan bara sista bokstaven tydas, ett V eller F. Fare kan tolkas vara en förkortning av farman (färdeman).